# Pataki János (matematikatanár)
Pataki János (Budapest, 1953. május 28. –) Ericsson-díjas magyar matematikus. A magyar matematikatanítás egyik fontos alakja, számos tanítványából is kiváló szakember vált. 1979-től 1992-ig a Középiskolai Matematikai és Fizikai Lapok vezető munkatársa.

## Életpályája
A budapesti Berzsenyi Dániel Gimnáziumban tanult. 1979-től a Középiskolai Matematikai és Fizikai Lapok szerkesztőbizottságának tagja lett; 1986 és 1988, majd 1990 és 1992 között a lap felelős szerkesztője volt. Az Élet és Tudomány három évfolyamában A gondolkodás iskolája rovat vezetőjeként dolgozott.

## Publikációi

### Fordítások
- Daniel Tammet: Számokban létezünk - A mindennapok matematikája
- Timothy Gowers: Matematika nagyon röviden[3]
- John Allen Paulos: Számvakság - A matekfrász gyógyítható!
- Richard Mankiewicz: A matematika históriája

## Díjak, kitüntetések
- Ericsson-díj (2015)